# COL11A2
A cadeia alfa-2, tipo XI, do colagénio é uma proteína que em humanos é codificada pelo gene COL11A2. O gene COL11A2 produz um componente desse tipo de colágeno, chamado de cadeia pró-alfa2 (XI). O colágeno tipo XI adiciona estrutura e força aos tecidos que sustentam os músculos, articulações, órgãos e pele do corpo (o tecido conjuntivo). O colágeno tipo XI é normalmente encontrado na cartilagem, bem como no fluido que preenche o globo ocular, o ouvido interno e a porção central dos discos entre as vértebras da coluna (núcleo pulposo).
O gene COL11A2 está localizado no braço curto (p) do cromossomo 6 na posição 21.3, do par de bases 33.238.446 até o par de bases 33.268.222.